# 屈济约 (安省)
屈济约（法語：Cuzieu，法語發音：[kyzjø]）是法国东部安省的一个市镇，属于贝莱区。

## 地理
屈济约（45°49'9"N, 5°40'28"E）面积4.87 平方千米，位于法国奥弗涅-罗讷-阿尔卑斯大区安省，该省份为法国东部省份，北起汝拉省，西北接索恩-卢瓦尔省，西接罗讷省和里昂大都会，南至伊泽尔省，东与萨瓦省、上萨瓦省和瑞士接壤。
与屈济约接壤的市镇（或旧市镇、城区）包括：塞泽里约、圣马丹德巴韦勒、大维里约、沙泽-邦。

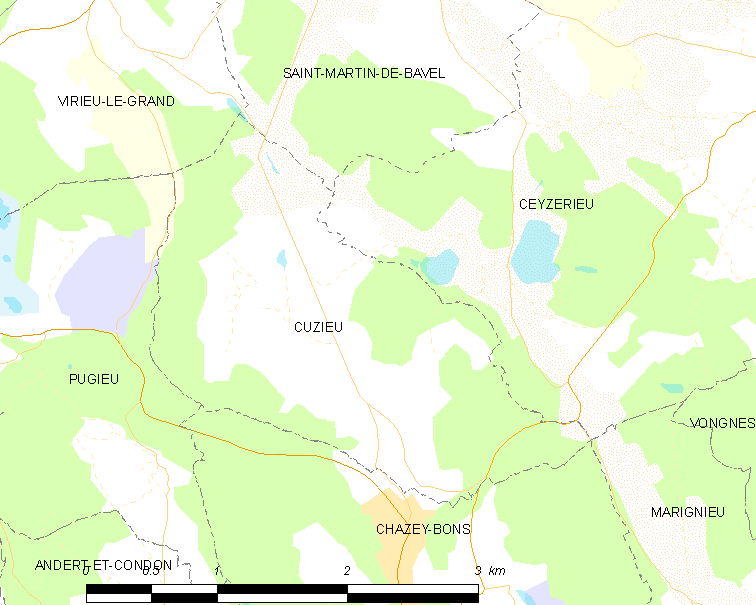
的OSM定位图

屈济约的时区为UTC+01:00、UTC+02:00（夏令时）。

## 行政
屈济约的邮政编码为01300，INSEE市镇编码为01141。

## 政治
屈济约所属的省级选区为贝莱县。

## 人口

1962-2008年间人口变化图示

屈济约于2022年1月1日时的人口数量为423人。